# Trang Nguyen
Trang Nguyen o Nguyên Thị Thu Trang (2 de marzo de 1990) es una conservacionista de la vida silvestre, activista ambiental y escritora vietnamita.

## Trayectoria
Es conocida por sus trabajos de conservación para combatir el comercio ilegal de vida silvestre en África y Asia. En Vietnam, es conocida por su libro Tro Ve Noi Hoang Da (De vuelta a la jungla).
En 2013, Trang fue inmortalizada como un personaje de un juego en línea para ayudar a crear conciencia sobre la conservación del rinoceronte. El juego atrajo a más de 3 millones de jugadores en las dos primeras semanas de lanzamiento.
En 2018, participó en el documental sudafricano Stroop - Journey into the Rhino Horn War (Stroop: Viaje al interior del cuerno de rinoceronte), y en el documental de Estados Unidos Breaking Their Silence: Women on the Frontline of the Poaching War (Rompiendo su silencio: Mujeres en primera línea de la guerra contra la caza furtiva).

## Reconocimientos
En 2018, a la edad de 28 años, recibió un premio de Future for Nature, también el Eco-warrior de Elle Style Awards. Y ha sido incluida en el listado de los 30 menores de 30 años por Forbes Vietnam y nominada para las Mujeres del Futuro - Región del sudeste asiático 2018 por su contribución en la conservación mundial de la vida silvestre.